# Исследовательский центр ван кедиси

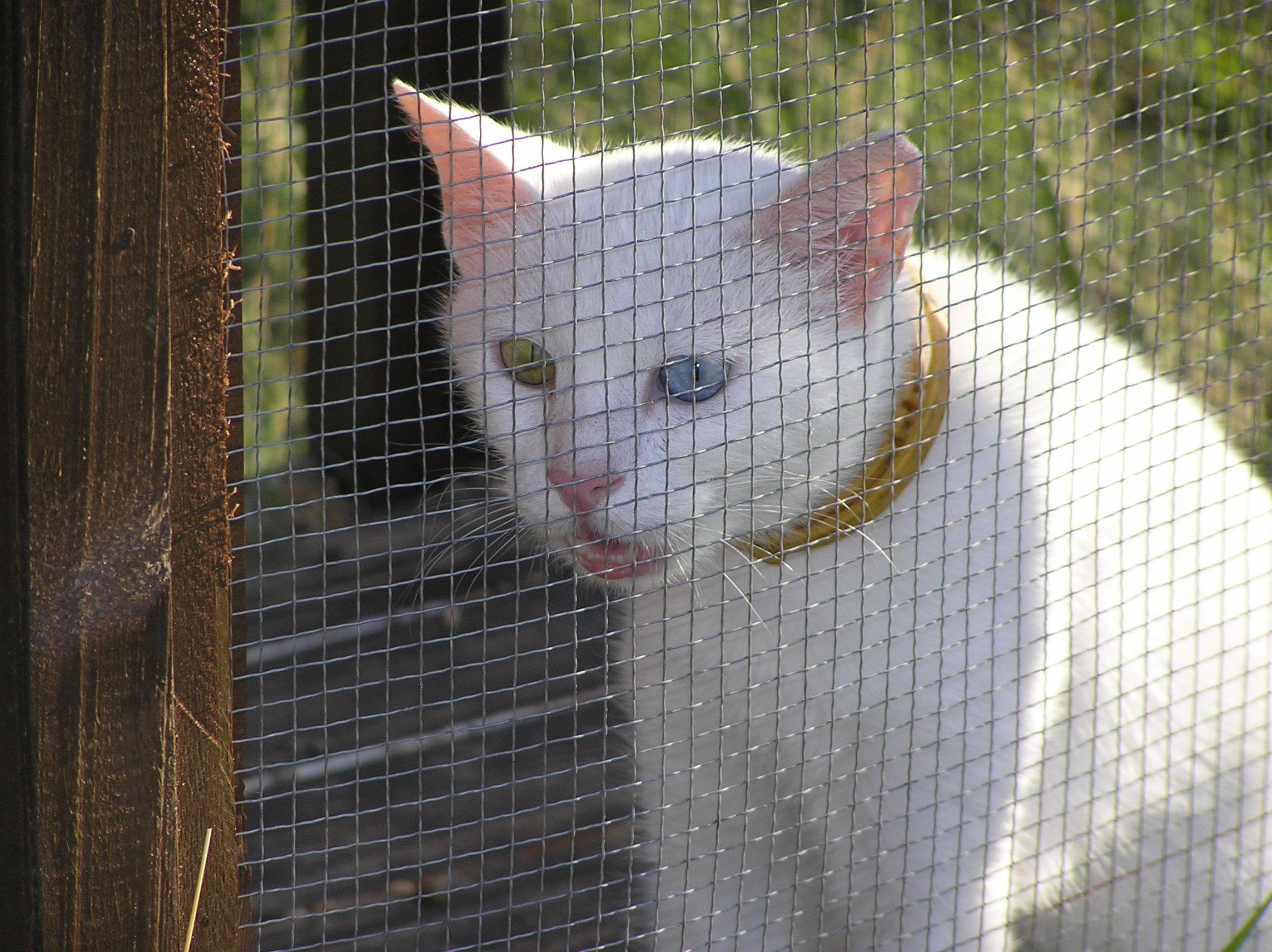
Полностью белая разноглазая короткошёрстная «Ван кедиси»

Исследовательский центр ван кедиси — исследовательский центр по разведению полностью белых разноглазых ван кедиси (ванских кошек), который был создан при Ванском Университете (тур. Yüzüncü Yıl Üniversitesi).

## История создания
В Турции ванской кошкой считается полностью белая кошка с разным цветом глаз, как короткошёрстная, так и полудлинношёрстная, которых называют «ван кедиси», что переводится как «кошка из Вана». В последние годы 20-го века при Ванском Университете (тур. Yüzüncü Yıl Üniversitesi) был создан Исследовательский центр ван кедиси («Дом ванской кошки»), в котором осуществляется разведение и исследование полностью белых разноглазых «ван кедиси». По данным 2006 г. в Центре содержалось около 100 кошек разного возраста. Центр открыт для посещения туристов (стоимость входного билета составляет 1 турецкую лиру).

## О ван кедиси, содержащихся в Центре
Ван кедиси, согласно описанию Центра, характеризуется как кошка с уникальными особенностями: длинной белой шелковистой шерстью, удлиненным корпусом, походкой тигра, длинным пушистым лисьим хвостом, разноглазая, умная, ловкая, дружелюбная, любящая хозяина. Согласно тому же описанию, ван кедиси — кошка небольшого размера с массой тела котов около 3600 г и кошек 2900 г.

## Условия содержания ван кедиси в Центре

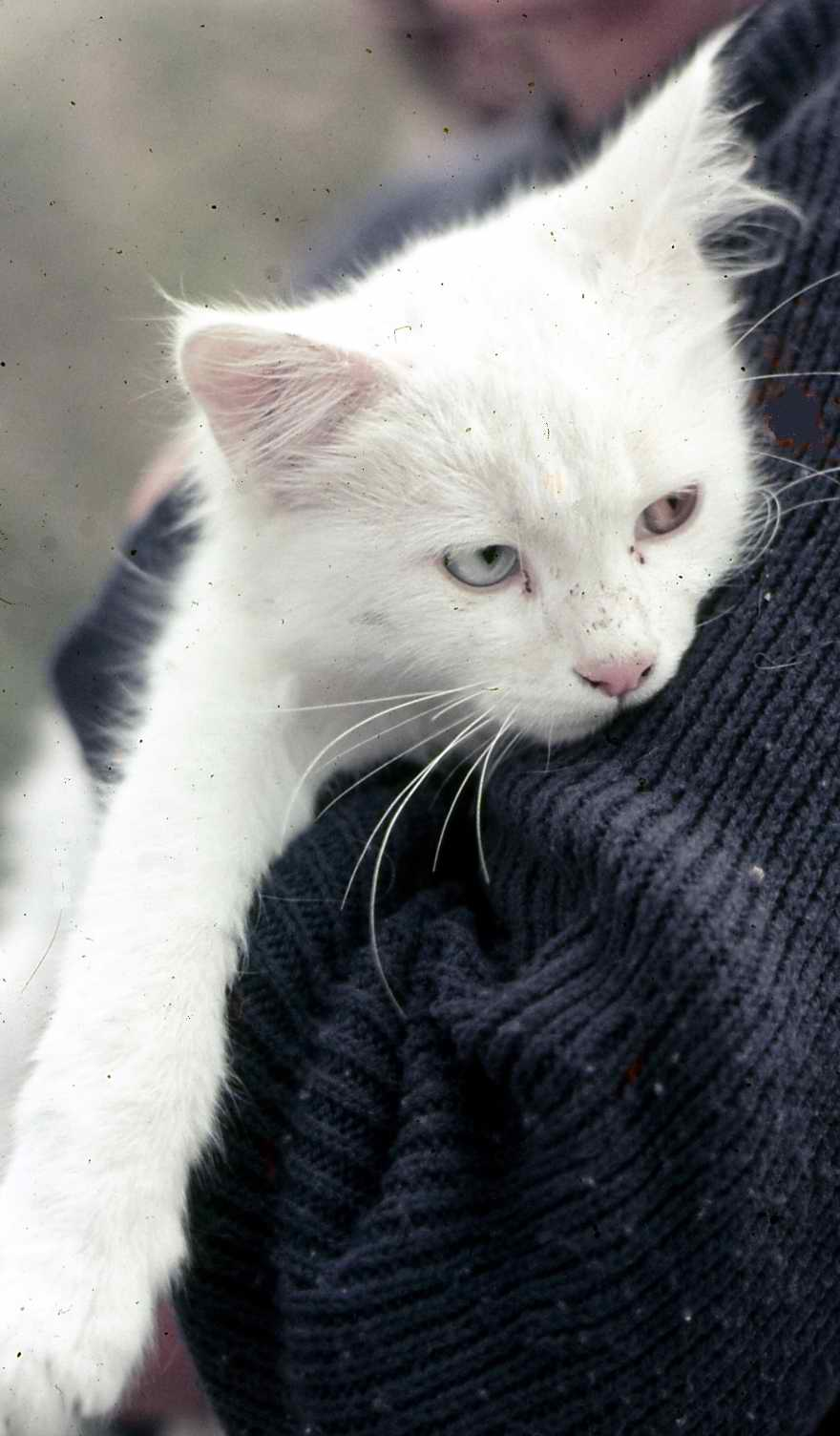
Полностью белая ван кедиси в Исследовательском центре ван кедиси

Однако условия содержания кошек в Центре оставляют желать лучшего, а программа разведения оказалась неэффективной, что привело к значительному сокращению количества кошек, содержащихся в Центре. Представляется, что основной проблемой является недостаточность финансирования, так как разведение любых полностью белых домашних животных, включая кошек, без вязок с небелыми приводит, в большинстве случаев, к рождению нежизнеспособного потомства и различным генетическим расстройствам, а потомки от вязки полностью белых и небелых кошек составляют значительное количество, и таких котят, которые, согласно представлениям турецких бридеров, не являются «ван кедиси», также необходимо содержать. Кроме того, не все полностью белые «ван кедиси» являются разноглазыми, а значит, и они не считаются в Турции представителями породы. Вместе с тем, правительственная программа, когда лицам, взявшим в дом ван кедиси, выплачивалось ежемесячно около 200 долларов США в местной валюте, была прекращена, что также отразилось на сокращении числа кошек. Несмотря на то, что сама идея создания центра разведения домашней кошки является положительной, совместное содержание больших групп домашних кошек в больших вольерах и без постоянного общения с любящим хозяином является достаточно проблематичным и вряд ли способствующим воспитанию кошек, способных жить под одной крышей с человеком.

## Исследования, проводящиеся в Центре
На факультете ветеринарии Ванского университета был проведен ряд исследований ван кедиси. В результате исследования групп крови 85 полностью белых ван кедиси из популяций с территории Турции, было установлено, что 40 % имели кровь группы А, а 60 % — группы В (для сравнения были приведены данные полностью белых анкара кедиси из популяций с территории Турции: из 28 кошек типа ангорских 53,6 % имели кровь группы А, а 46,4 % — кровь группы В). Группы крови АВ у исследованных кошек не было обнаружено. При переливании крови и в разведении кошек следует определять группы крови и учитывать, какой группы кровь у той или иной кошки, так как по причине несовместимости нельзя кошкам, имеющим одну группу крови переливать кровь другой группы крови, а также сводить кошек разных групп крови. Другими исследованиями были охвачены самые различные кошки из популяций, живущих на территории Турции. Общее число животных составило 301, из которых 220 имели кровь группы А, 74 кровь группы В, а 7 имели группу крови АВ, при том, что в восточной части Турции количество кошек, имеющих группу В, меньше, чем в западной Турции . То есть согласно данным этих двух исследований, среди ван кедиси, которые происходят из Восточной Анатолии большую часть составляют кошки с группой крови (В), более распространенной среди популяций кошек из западной Турции. В то время как среди анкара кедиси, которые происходят из западной Турции большую часть составляют кошки с группой крови (А), менее распространенной среди популяций кошек из западной Турции.